# Mohylové pohřebiště v lese Obora
Mohylové pohřebiště v lese Obora, polsky Całopalne Cmentarzysko Kurhanowe w Lesie Miejskim Obora, je archeologická lokalita raně středověkého mohylového pohřebiště. Nachází se v Arboretu Bramy Morawskiej v městském lese Obora v městské čtvrti Obora města Racibórz (Ratiboř) v jižním Polsku. Geograficky se nachází také v okrese Ratiboř v pohoří Płaskowyż Rybnicki v krajinném parku Park Krajobrazowy Cysterskie Kompozycje Krajobrazowe Rud Wielkich ve Slezském vojvodství v Horním Slezsku.

## Historie a popis místa
Raně středověké mohylové celopalové pohřebiště, které pochází z 6. až 9. století, leží na zalesněné vyvýšenině v městském lese Obora a je jedinou archeologickou lokalitou tohoto typu zapsanou v seznamu kulturních památek Slezského vojvodství. Je také jedním z pouhých tří mohylových pohřebišť, které se nacházejí v Horním Slezsku. Mohyly nejsou vysoké, ale mají zachovalou terénní formu a jsou tedy poměrně čitelné. Památka, která je v regionu ojedinělá, je tedy cenným pramenem pro poznání nejstarších dějin západních Slovanů. Pohřebiště se skládá ze tří mohylových skupin (tzv. kurhanů) vzdálených od sebe cca 0,3 až 0,5 km od centrálního komplexu. Doposud bylo objeveno 25 kurhanů a průměr mohyl se pohyboval od 5 do 10 m a s výškou do cca 1 m. Byly objeveny i nemohylové hroby bez kremací.
Je třeba dodat, že na lokalitě byly nalezeny také zlomky keramiky z neolitu a rané doby bronzové.

## Archeologický výzkum
Archeologické výzkumy byly prováděl nejprve D. Stöckel v 2. polovině 19. století a v letech 1961 a 1964 až 1969, kdy je vedla Elżbieta Dąbrowska. Vykopávky ukázaly, že se zde především používala kremace, kdy se spálené ostatky zemřelého ukládaly do popelnice a pokládaly na vrchol mohyly a nebo se rozptýlily v jejím náspu či pod ním. Je pravděpodobné, že mohyly sloužily k ukládání ostatků zemřelých opakovaně. Mezi lidskými kostmi byly nalezeny také spálené zvířecí kosti, což dokazuje, že zvířecí oběti byly součástí pohřbu a poskytovaly výbavu zemřelému, přičemž samotná zvířata byla nejspíše spálena spolu s lidmi na hranici. Lze dodat, že v Horním Slezsku, konkrétně v Opolském vojvodství, byly nalezeny pouze dvě analogické archeologické lokality Izbicko (okres Strzelce), a Rozumicíce (okres Głubczyce). Zajímavostí jsou také starší nálezy z neolitu a rané doby bronzové.

## Další informace
Místo je celoročně volně přístupné a doplněné informačními tabulemi. Lze k němu dojít buď odbočkou ze silnice mezi vesnicí Kobyla a městskou částí Dębicz a nebo po stezce v Arboretu Bramy Morawskiej.

## Galerie

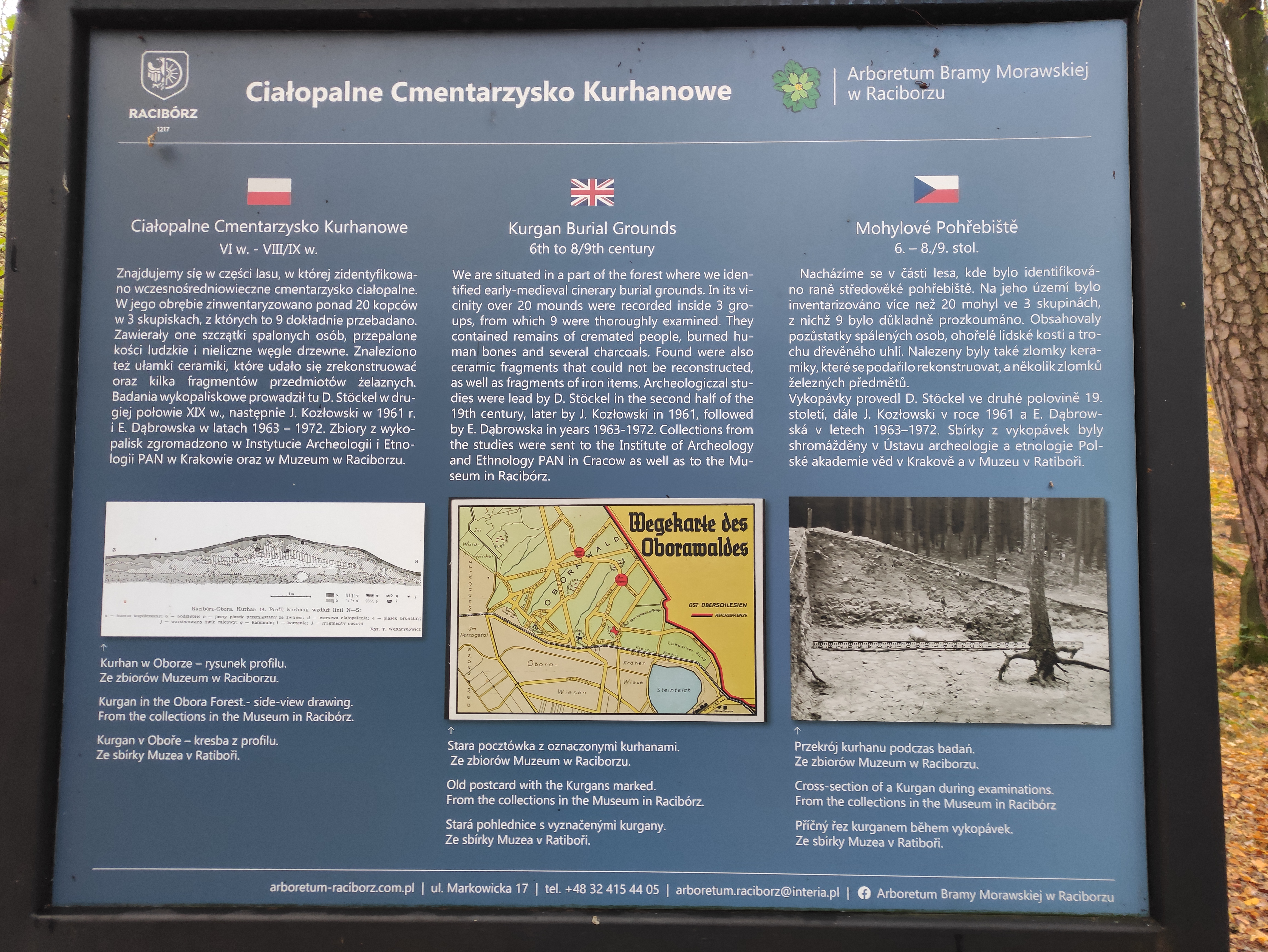
Informační panel na místě
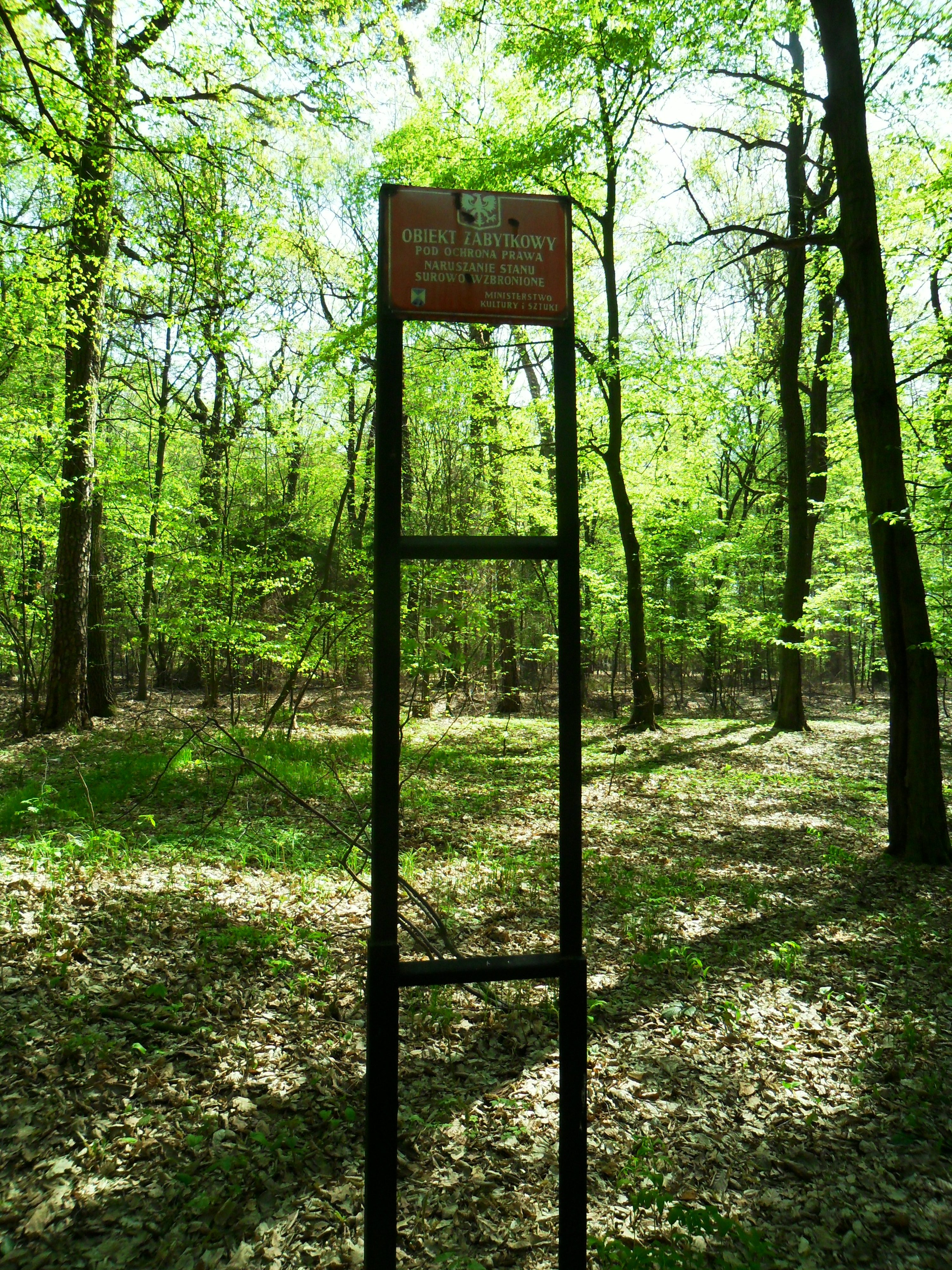
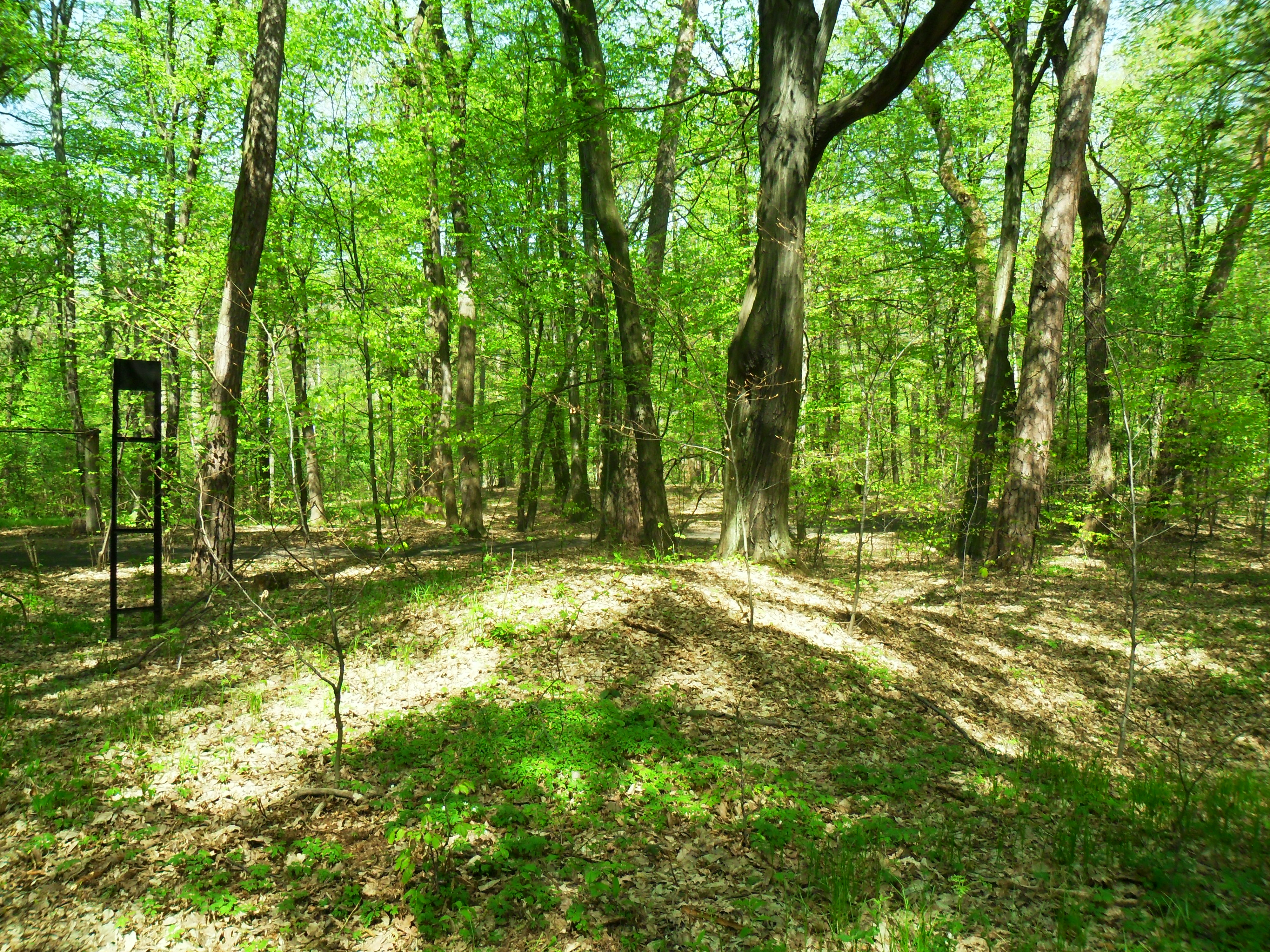
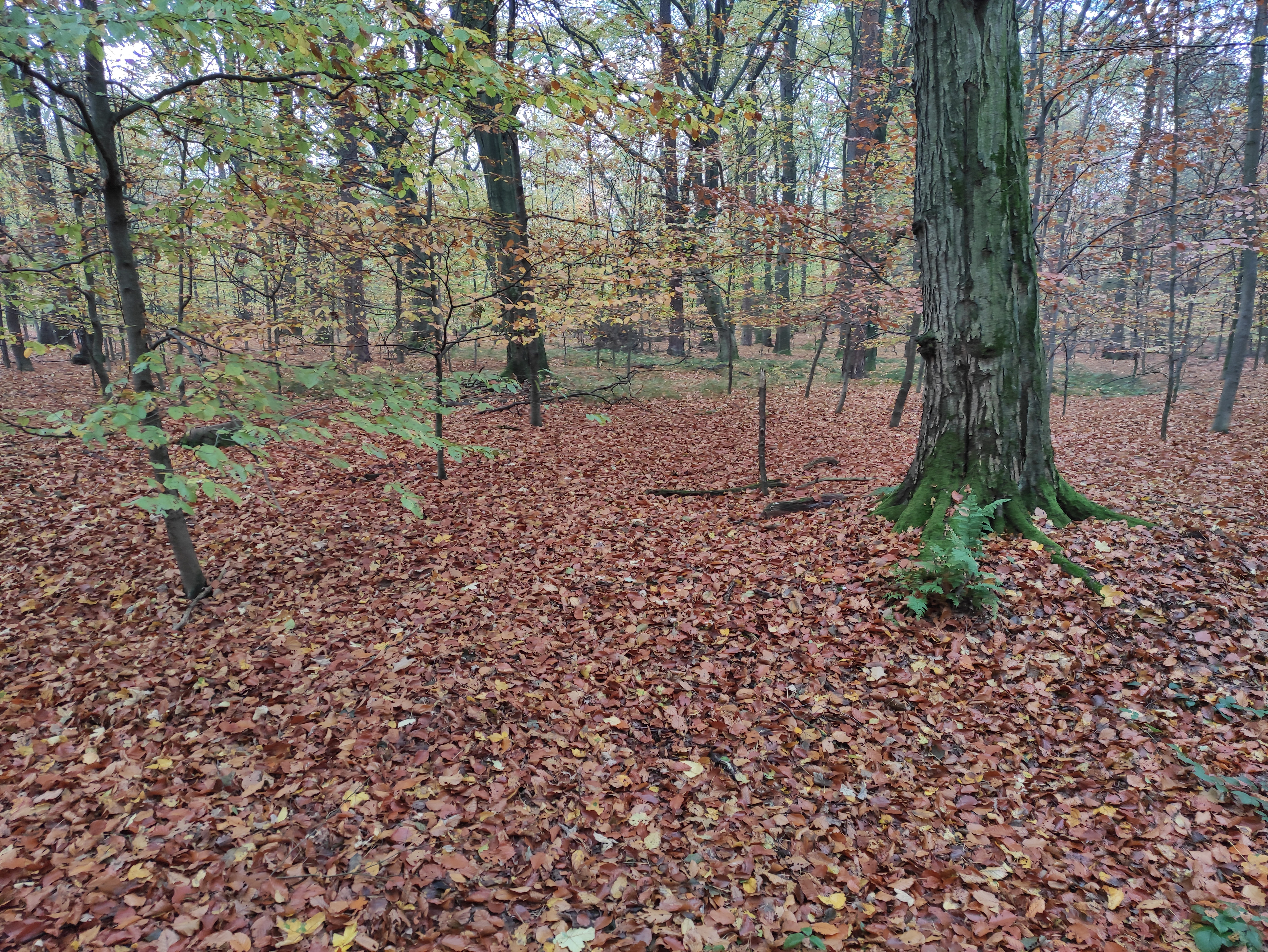